# Hyalopsora aspidiotus
Hyalopsora aspidiotus är en svampart som först beskrevs av Peck, och fick sitt nu gällande namn av Paul Wilhelm Magnus 1901. Hyalopsora aspidiotus ingår i släktet Hyalopsora och familjen Pucciniastraceae.   Inga underarter finns listade i Catalogue of Life.